# Eoperipatus totoro
Eoperipatus totoro là một loài giun nhung thuộc chi Eoperipatus. Các mẫu vật đầu tiên đã bị bắt tại Việt Nam bởi P.V. Kvartalnov, E.A. Galoyan và I.V. Palko từ Đại học quốc gia Moskva Lomonosov và Trung tâm Nhiệt đới Việt-Nga vào tháng 10 năm 2007.
Loài giun nhung này đã được mô tả lần đầu tiên vào năm 2010 bởi các nhà nghiên cứu Việt Nam Thai Dran Bai và Nguyễn Đức Anh. Tuy nhiên, mô tả chính thức đã được thực hiện chỉ trong tháng 6 năm 2013 bởi một nhóm nghiên cứu do Georg Mayer và Ivo de Oliveira Sena từ trường Đại học Leipzig, Đức. Các mẫu văn bản là một con đực bị bắt vào năm 2009 bởi Peter Geissler từ Bảo tàng nghiên cứu Alexander Koenig. Cho đến nay đây là loài giun nhung duy nhất được tả từ Việt Nam, mặc dù ít nhất một loài chưa được mô tả kia sinh sống tại Việt Nam.